# Епархия Акаригуа — Арауре
Епархия Акаригуа — Арауре (лат. Dioecesis Acariguaruensis) — епархия Римско-католической церкви с центром в городе Акаригуа, Венесуэла. Епархия Акаригуа — Арауре входит в митрополию Баркисимето. Кафедральным собором епархии Акаригуа — Арауре является церковь Пресвятой Девы Марии.

## История
27 декабря 2002 года Папа Римский Иоанн Павел II издал буллу «Ad satius consulendum», которой учредил епархию Акаригуа — Арауре, выделив её из епархии Гуанаре.

## Ординарии епархии
- епископ Хоакин Хосе Морон Идальго (27.12.2002 — 30.10.2013);
- епископ Хуан Карлос Браво Саласар (с 10 августа 2015 года).